# Yungasdvärgtyrann
För fågelarten Mecocerculus hellmayri, se beigebandad dvärgtyrann.
Yungasdvärgtyrann (Phyllomyias weedeni) är en fågel i familjen tyranner inom ordningen tättingar.

## Utbredning och systematik
Fågeln förekommer i Anderna i sydöstra Peru (östra Puno) och Bolivia (La Paz till Cochabamba).

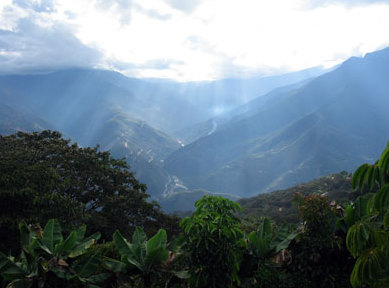
Fågeln är endemisk för växtzonen Yungas på Andernas östsluttning.

## Status
IUCN kategoriserar arten som sårbar.